# أندريا كونسيلي

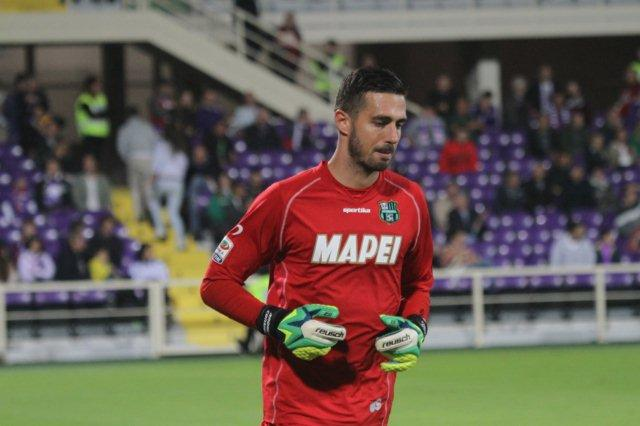

أندريا كونسيلي (بالإيطالية: Andrea Consigli)‏ (مواليد 27 يناير 1987 في ميلان - إيطاليا) لاعب كرة قدم إيطالي يلعب حاليا لصالح نادي الدرجة الأولى أتالانتا الإيطالي منذ 2008 في مركز حارس مرمى .

## روابط خارجية
- أندريا كونسيلي على موقع الاتحاد الدولي (مؤرشف)  (الإنجليزية)
- أندريا كونسيلي على موقع قاعدة بيانات كرة القدم.إي يو (الإنجليزية)
- أندريا كونسيلي على موقع Soccerway.com (الإنجليزية)
- أندريا كونسيلي على موقع عالم كرة القدم.نت (الإنجليزية)
- أندريا كونسيلي على موقع كووورة
- أندريا كونسيلي على موقع أوليمبيديا (الإنجليزية)
- أندريا كونسيلي على موقع AS.com (الإسبانية)